# 稀缺性
稀少性（英語：Scarcity），又稱為稀缺性、匮乏性，是經濟學中的基本概念，意思是個人或社會的資源供应无法滿足人類的需求:2；稀缺性也可以是指一种难以普及和工厂化生产的財貨或服务；稀缺性还可以包括个人缺乏资金或信。稀缺性的反面是丰富性、富裕性。

## 概念
稀缺性是一個相對概念，它的出現不取決於需求或資源本身的多少，而是兩者之間的比較。當資源少於需求，稀缺性便會出現。若以供需模型來分析，當一件財貨價格為零時，且供應量少於需求量，則該財貨存在稀缺性的問題。换而言之，我们使用这个词来描述某一种东西时，表明了它供不应求。
由於稀缺性的存在，人們必須作出選擇，選取價值較高的選項，放棄價值較低的選項。在放棄了的選項中，擁有最高價值的一個，稱為機會成本。在市場中，這成本就是價格。
在多於一人的社會中，稀缺性意味著競爭。面對有限的資源，不是所有人的慾望都能得到滿足。因此，社會必須透過競爭的方式，來決定誰得誰失。這種競爭，可以是價格競爭，即價高者得；亦可以是非價格競爭，例如排隊、抽籤、武力等。
存在稀缺性問題的財貨，稱為「經濟財」。相反，沒有稀缺性問題的，則稱為「自由財」。
然而不是所有的事物的價值和生產都與其稀缺性有關。

## 稀缺性與經濟學
經濟學家萊諾·羅賓為「經濟學」下的定義是：「一門探討在資源稀缺的情況下滿足生活要求而衍生的人類行為的科學」。經濟學研究的是社會如何利用稀缺的資源生產有價值的財貨，並進行分配，以達到更高的經濟效率。在稀缺性的存在下，找出最有效利用資源的方法，就是經濟學研究的目的。
為了達到這個目的，經濟學必須面對和解決三個基本經濟問題：「生產什麼」、「如何生產」以及「為誰生產」。